# No Leaf Clover
No Leaf Clover – utwór zespołu Metallica, ósmy z płyty S&M. Jest jednym z przygotowanych we współpracy z San Francisco Symphony w 1999 roku. Rozpoczyna go sekcja smyczkowa orkiestry, po czym pojawia się partia gitary Jamesa Hetfielda. W utworze występują naprzemiennie czysto grane refreny oraz zwrotki, w których zespół intensywnie używa gitarowego efektu distortion. 
"No Leaf Clover" był czwartym utworem Metalliki, który znalazł się na pierwszym miejscu amerykańskiej listy Mainstream Rock Tracks. Pozostawał na pierwszym miejscu przez siedem tygodni.